# Svédország megyéi
Svédország megyéi az ország legmagasabb szintű közigazgatási egységei. Svédországban 21 megye van.
A megyék 1634-ben váltották fel a tartományokat. A megyék határai gyakran a régi tartományok határvonalait követik, de gazdasági okokból ezeket több helyen megváltoztatták.
A legnépesebb Stockholm megye 2 475 161 lakossal, a legkisebb lakosságú pedig Gotland megye 61 005 fős népességgel.

Svédország megyéi

| Megye                 | Megyejel | Terület (km²) | Lakosság (2002) | Megyeszékhely | Megalakult |
| --------------------- | -------- | ------------- | --------------- | ------------- | ---------- |
| Norrbotten megye      | SE-BD    | 98 911        | 254 733         | Luleå         | 1810       |
| Västerbotten megye    | SE-AC    | 55 432        | 254 818         | Umeå          | 1638       |
| Jämtland megye        | SE-Z     | 49 443        | 128 586         | Östersund     | 1810       |
| Dalarna megye         | SE-W     | 28 194        | 277 010         | Falun         | 1647       |
| Västra Götaland megye | SE-O     | 23 942        | 1 500 857       | Göteborg      | 1998       |
| Västernorrland megye  | SE-Y     | 21 678        | 245 078         | Härnösand     | 1762       |
| Gävleborg megye       | SE-X     | 18 191        | 278 171         | Gävle         | 1762       |
| Värmland megye        | SE-S     | 17 583        | 273 933         | Karlstad      | 1779       |
| Kalmar megye          | SE-H     | 11 171        | 234 697         | Kalmar        | 1634       |
| Skåne megye           | SE-M     | 11 027        | 1 136 571       | Malmö         | 1997       |
| Östergötland megye    | SE-E     | 10 562        | 412 363         | Linköping     | 1634 (?)   |
| Jönköping megye       | SE-F     | 10 475        | 327 824         | Jönköping     | 1687       |
| Örebro megye          | SE-T     | 8517          | 273 137         | Örebro        | 1634       |
| Kronoberg megye       | SE-G     | 8458          | 176 582         | Växjö         | 1674       |
| Uppsala megye         | SE-C     | 6989          | 296 627         | Uppsala       | 1634       |
| Stockholm megye       | SE-AB    | 6490          | 1 838 882       | Stockholm     | 1714 (?)   |
| Västmanland megye     | SE-U     | 6302          | 257 957         | Västerås      | 1634       |
| Södermanland megye    | SE-D     | 6060          | 257 220         | Nyköping      | 1634       |
| Halland megye         | SE-N     | 5454          | 276 653         | Halmstad      | 1719       |
| Gotland megye         | SE-I     | 3140          | 57 412          | Visby         | 1678 (?)   |
| Blekinge megye        | SE-K     | 2941          | 150 017         | Karlskrona    | 1683       |